# George Théodore Berthon
Pour les articles homonymes, voir Berthon.
George Théodore Berthon, né à Vienne (Autriche) le 3 mai 1806 et mort à Toronto (Canada) le 18 janvier 1892, est un peintre français.

## Biographie
Fils de René Théodore Berthon, peintre à la cour de Napoléon, et frère de la portraitiste Sidonie Berthon, spécialiste des miniatures sur ivoire, George Théodore Berthon est un peintre néoclassique.
Formé par son père, il subit l'influence de Jacques-Louis David. De 1827 à 1840, il travaille en Angleterre, où il enseigne à l'une des filles de sir Robert Peel. Ses rencontres avec Paul Kane et Hoppner Meyer à Londres l'aurait décidé à venir s'établir au Canada. Lors de son arrivée armé d'une lettre de recommandation de Sir Robert Peel (premier ministre de Grande-Bretagne) il s'est présenté chez l'évêque anglican John Strachan. Il s'installe à Toronto en 1844, au bout de quelques mois, il avait ouvert un atelier et mène une brillante carrière en peignant les portraits officiels de la classe dirigeante du monde des affaires et de la justice du Haut-Canada.
Le barreau devient un client privilégié, il a peint une vingtaine de juge en chef et de trésoriers ce qui lui permet de se faire connaître de la bonne société. Ces portraits sont conservés au Osgoode Hall et au Trinity College, à Toronto, de même qu'au Sénat, à Ottawa et au Musée national des beaux-arts du Québec. On[Qui ?] considère son portrait du juge en chef sir John Berverley Robinson comme son chef-d'œuvre. Ses quelques portraits de dames des grandes familles torontoises forment un groupe d'œuvres intimistes et personnelles, plus romantiques révélatrices du talent du peintre.

### Œuvres

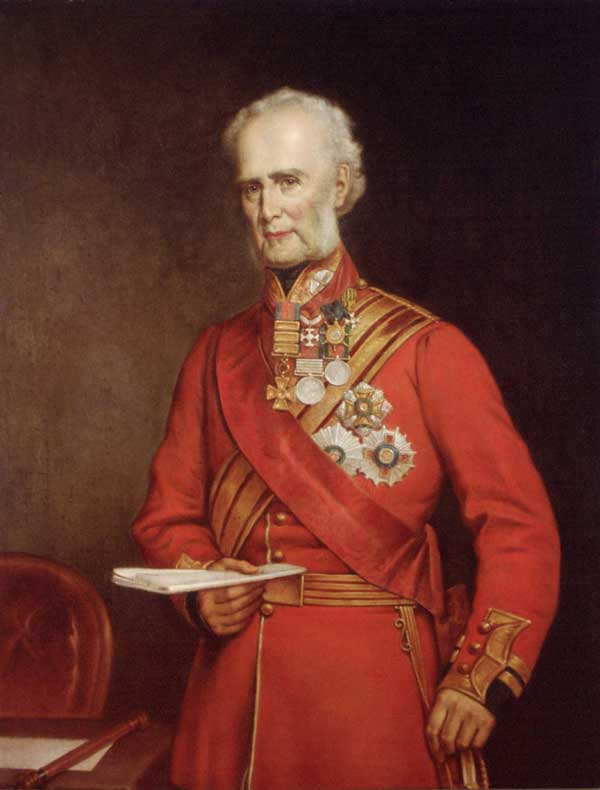
George Théodore Berthon, Portrait de John Colborne

Mrs. John Beverley Robinson appartient au groupe sélect des meilleures œuvres du portraitiste. En effet, s’il réalisa nombre de portraits officiels, ses quelques portraits de dames des grandes familles torontoises forment un groupe à part d’œuvre intimistes et personnelles, plus romantiques, révélatrices du talent du peintre, et de l’incidence de l’approche de Winterhalter et de ses émules. L’artiste a mis beaucoup de soin à élaborer sa composition, peinte dès l’année après son arrivée. La femme jeune se tient au centre, semblant interrompre une promenade et s’immobiliser un moment. Elle se tient debout, de profil, devant des frondaisons, appuyée au pied d’un escalier monumental bordé par une balustrade néo-gothique, et tourne gracieusement la tête vers le spectateur. Berthon a mis un soin attentif à peindre, les traits délicats du visage et les lourdes boucles blondes de la coiffure à la mode ainsi que l’élégante robe de soirée bleue sombre. Jamais n’a-t-il consacré autant de moyens pour présenter un modèle : nous sommes en présence de l’un des sommets de son art.

## Mariages et enfants
George Théodore Berthon épouse en 1840, sans doute en France, Marie-Zélie Boisseau, morte à Toronto le 18 juillet 1847, avec qui il a eu une fille. Il se remarie à Toronto le 14 août 1850 avec Claire (Clare) Elizabeth de La Haye. De ce second mariage sont nés cinq filles et six fils. De ses douze enfants, une seule a poursuivi une carrière artistique, Claire (ou Sidonia Clara) Berthon (1866-1953), établie à Toronto, qui a été peintre et professeur de beaux-arts ; élève de son père, elle dirige à compter de 1884 une « école pour dames » à Toronto, de concert avec une Mlle Champion.